# Genyocerus frontalis
Genyocerus frontalis is een keversoort uit de familie snuitkevers (Curculionidae). De wetenschappelijke naam van de soort werd in 1914 gepubliceerd door Strohmeyer.